# Atanazy VIII
Atanazy VIII (ur. ?, zm. ?) – w latach 1200–1207 79. syryjsko-prawosławny Patriarcha Antiochii.